# Морской институт Фландрии
Морской институт Фландрии (нидерл. Vlaams Instituut voor de Zee, VLIZ) — центр морских научных исследований во Фландрии на севере Бельгии. Является независимым институтом с правовым статусом некоммерческой организации в соответствии с законодательством Бельгии, который получает ежегодное пособие от правительства Фландрии, в частности от Департамента экономики, науки и инноваций (EWI), и из провинции Западная Фландрия. Морской институт Фландрии является координационной и информационной платформой для морских и прибрежных исследований во Фландрии. Он также продвигает и поддерживает международный имидж фламандских морских научных исследований и международного морского образования в качестве партнера в различных проектах и сетях.
Высшим руководящим органом VLIZ является Общее собрание. Организация управляется Советом управляющих, а её повседневная деятельность контролируется Генеральным директором при содействии Центральных вспомогательных служб. VLIZ состоит из трех отделов (научного обеспечения, повышения ценности и инноваций и исследований), каждый из которых состоит из нескольких отделов. Постоянная группа ученых в Научном комитете, который консультирует Правление по всем научным аспектам деятельности VLIZ, несколько раз в год проводит консультации для определения и корректировки задач научной поддержки. Этот комитет состоит из трех взаимосвязанных и взаимоусиливающих компонентов. Научный совет представляет собой компактный руководящий комитет, дающий высококачественные и научно обоснованные рекомендации Управляющему совету. Руководящий комитет собирается ежегодно на пленарное заседание, открытое для широкой группы ученых-океанологов для обсуждения важных новых и запланированных мероприятий. Экспертные группы — это тематические рабочие группы, состоящие из наиболее значимых экспертов из Бельгии и других стран, которые создаются на ограниченный или более длительный период времени.
Для прибрежных и морских научных исследований VLIZ заключает соглашения о сотрудничестве с национальными и международными университетами, научно-исследовательскими институтами и отдельными исследовательскими группами.
Правительство Фландрии также возложило на VLIZ ряд конкретных задач по поддержке международных организаций. Они основаны на международном опыте и репутации VLIZ. Они также дают возможность внедрить во Фландрии важные европейские инициативы.
Правительство Фландрии создало институт в 1999 году совместно с провинцией Западная Фландрия и Фондом научных исследований. VLIZ способствует накоплению знаний и совершенствованию исследований в области океанов, морей, побережий и приливных устьев рек. Основное внимание уделяется предоставлению услуг исследовательскому сообществу, педагогам, широкой общественности, политикам и промышленности.
VLIZ продвигает и поддерживает фламандские морские исследования. В этой области VLIZ фокусируется на открытом, полезном сетевом взаимодействии и продвижении интегрированного и междисциплинарного подхода. VLIZ служит национальным и международным контактным лицом в области морских исследований. В этом отношении он поддерживает имидж фламандских морских исследований в четырёх уголках земного шара и может иметь полномочия представлять эти исследования.

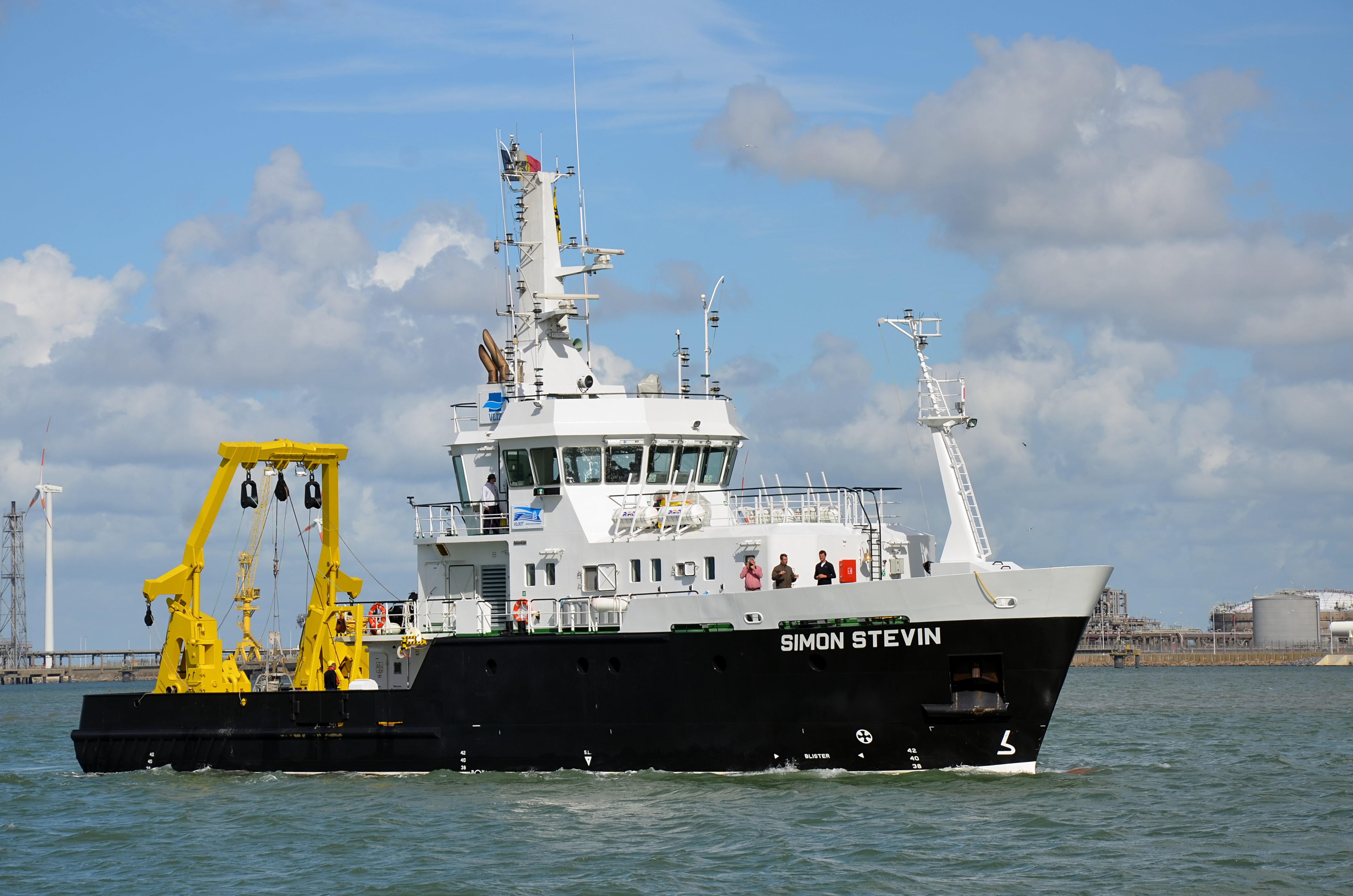
Научно-исследовательское судно RV «Simon Stevin»

Институт также поддерживает и обслуживает международные организации от имени правительства Фландрии: Проектный офис МОК для МООД, секретариат Европейского морского совета (European Marine Board) и секретариат Европейской сети морских наблюдений и данных (European Marine Observation and Data Network, EMODnet) в Остенде и секретариат Совместной программной инициативы по здоровым и продуктивным морям и океанам (Joint Programming Initiative on Healthy and Productive Seas and Oceans, JPI Oceans) в Брюсселе.
VLIZ также управляет морским исследовательским судном RV «Simon Stevin». Предоставление научно-исследовательского судна «Simon Stevin», морских роботов, а также другого исследовательского оборудования и инфраструктуры является одной из услуг, предоставляемых морским ученым во Фландрии. В европейском контексте VLIZ предлагает техническую и эксплуатационную экспертизу для использования этой инфраструктуры. Он стимулирует и инициирует исследования, основанные на этих инновационных технологиях.
VLIZ также разрабатывает системы данных, продукты, технологии и инфраструктуру. Он собирает новые данные с помощью инновационных методов и повышает ценность растущего объёма морских данных в интересах исследователей, политиков и отрасли. В партнерстве с фламандскими исследовательскими группами он разрабатывает постоянные сети измерений в море и представляет собой высококачественный центр океанографических данных. В институте разработан и размещен Всемирный реестр морских видов и связанные с ним таксономические подрегистры, а также находится Временный реестр морских и неморских родов и Центр мониторинга уровня моря Глобальной системы наблюдения за уровнем моря (Global Sea Level Observing System, GLOSS). В ноябре 2011 года VLIZ был официально признан Международным советом по науке в Париже в качестве Мирового центра данных.
VLIZ управляет обширной коллекцией морской научной литературы во Фландрии и делает её общедоступной для самой широкой целевой аудитории через свою библиотеку. Открытый морской архив позволяет удаленно бесплатно просматривать десятки тысяч публикаций. Кроме того, VLIZ инициирует и проводит инновационные и междисциплинарные исследования в сотрудничестве с фламандскими и международными морскими исследовательскими группами и дополняет их. Выявляя потребности и возможности, он поддерживает фламандскую экономику знаний о море в будущем. VLIZ разрабатывает продукты и услуги, имеющие отношение к политике, для сообщества морских исследователей и политиков, а также для поддержки «голубой» экономики. «Справочник по побережью и морю» («Compendium for Coast and Sea») — это надежный справочник, в котором перечислено, кто и чем занимается в этой области во Фландрии. VLIZ инициирует, продвигает и поддерживает междисциплинарные исследования, чтобы заполнить пробелы в знаниях и заложить основу для морской политики. Он делает это в тесном сотрудничестве с фламандским сообществом морских исследователей. Наконец, VLIZ обращается к широкой публике, прессе, педагогам и прибрежным гидам. Информационное бюро предлагает знания, представленные в инновационных форматах, и способствует повышению грамотности в вопросах океана посредством популяризации науки, тем самым улучшая имидж исследований, проводимых во Фландрии и за её пределами.